# Pietro Pavesi
Pietro Pavesi, född den 24 september 1844 i Pavia, död den 31 augusti 1907 i Asso, var en italiensk zoolog som intresserade sig för naturhistoria, ornitologi, fiskodling, limnologi och araknologi. 
Efter studier i Pavia blev han 1866 professor i Lugano och 1871 vid universitetet i Neapel samt vid universitetet i Genua. Pavesi återvände 1875 till Pavia, där han undervisade och ledde ett zoologimuseum.